# Bazardüzü Dağı
Il Bazardüzü Dağı (oronimo azero, pronuncia: bɑzɑrdyˈzy; in russo Базардюзю?, Bazardjuzju; in lesgo: Кичlе сув, Kičʾe suv, pronuncia: kiˈtʃʼe suv) è una montagna del Caucaso.

## Geografia
La montagna è situata al confine tra l'Azerbaigian, di cui è la cima più elevata, e la Russia, di cui è il punto più meridionale.